# Galaxy Nexus

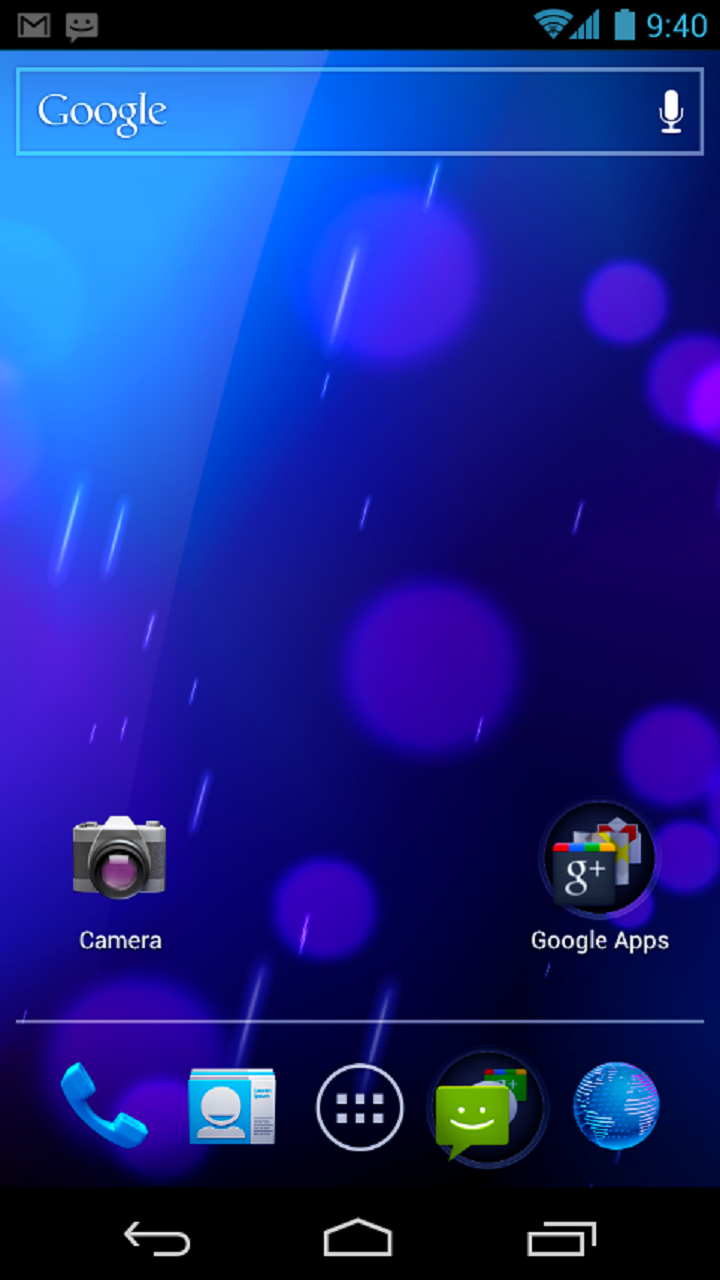
Android 4.0

Le Galaxy Nexus est un smartphone, à système d'exploitation appelé Android, fabriqué par Samsung pour Google. L'appareil et le système d'exploitation ont été développés conjointement par les deux sociétés. Il succède au Nexus One et au Nexus S. Le Nexus 4, le Nexus 5 et le Nexus 6 lui succèdent.

## Annonce
Google a annoncé son intention de produire un successeur à la série des Nexus en mai 2011.
L'annonce officielle du smartphone, initialement prévue pour le 11 octobre, a été reportée d'une semaine à la suite de l'annonce de la mort de Steve Jobs.

## Matériel
Il dispose d'un écran de 4,65" (11,8 cm) de diagonale de type Super AMOLED HD et d'une définition de 1280 × 720 pixels avec une dalle de verre incurvée et traitée anti-griffes. Le processeur est un Ti OMAP 4460 (ARM Cortex-A9) dual-core cadencé à 1,2 GHz avec un PowerVR SGX540, 1 024 Mo de RAM et une batterie d'une capacité de 1 750 mAh. La caméra avant dispose d’1,3 mégapixel tandis que la caméra arrière a 5 Mpx avec flash Led et est capable de filmer en 1080p à 24 images par seconde ou en 720p et 30 images par seconde. Il dispose également d'une puce MHL, permettant de brancher un adaptateur sur l'entrée Micro-USB pour avoir une sortie HDMI ou une entrée USB.
Le téléphone ne dispose pas de bouton physique frontal (les touches sont intégrées à l'écran, pouvant se déplacer et disparaître) ni d'entrée pour une carte micro SD interne. Il sera proposé en version 16 Go et 32 Go.
Il existe trois versions du Galaxy Nexus: La version HSPA+, la version européenne du téléphone, connue sous le nom de code Maguro, qui n'est disponible qu'en version 16 Go. La version LTE compatible avec le réseau 4G américain, qui est distribué par les deux opérateurs Sprint (nom de code Toroplus) et Verizon (nom de code Toro) qui ne sont disponibles qu'en version 32 Go
Parmi les autres caractéristiques du Galaxy Nexus, celui-ci est équipé d'une puce NFC (intégrée à la batterie) et d'un baromètre intégré.

## Logiciel
Le Galaxy Nexus est le premier smartphone à utiliser la version d'Android 4.0 (Ice Cream Sandwich).
Le nouveau système d'exploitation de Google intègre plusieurs éléments d'Android 2.3 Gingerbread et d'Android 3.0 Honeycomb. Parmi ses nouveautés, notons la possibilité de déverrouiller son téléphone à l'aide de la reconnaissance faciale, Android Beam, un moyen de partager des informations comme une adresse Web entre deux téléphones à l'aide de la technologie NFC, la disparition des touches physiques au profit des touches tactiles et la modification de ces touches (« Retour », « Accueil » et « Multitâche » succédant aux quatre touches « Retour », « Menu », « Recherche » et « Accueil » des précédentes versions d'Android).
En juillet 2012, le Galaxy Nexus reçoit la mise à jour Android 4.1, appelée "Jelly Bean". Cette version n'est pas très différente de la précédente, et apporte, entre autres, quelques modifications esthétiques, une meilleure gestion des notifications avec la possibilité de les redimensionner et d'effectuer des actions directement dans le tiroir des notifications, un nouvel assistant personnel appelé "Google Now", ainsi qu'une fluidité accrue grâce au "Project Butter".

## Accueil
Le Galaxy Nexus a reçu un excellent accueil de la presse spécialisée.
Le rédacteur en chef de The Verge Joshua Topolsky affirme qu'il s'agit « d'un des meilleurs smartphone jamais conçus, et avec quelques ajustements (particulièrement la caméra), ce pourrait être le meilleur smartphone produit à ce jour ».
JR Raphael de Computerworld note pour sa part que « le Galaxy Nexus est joli et attirant, avec un boitier mince et léger et un superbe écran HD. Il est aussi vraiment rapide, offrant ce qui pourrait être considéré comme étant les meilleures performances offertes par un smartphone présentement ».
Le journaliste techno Maxime Johnson regrette pour sa part que la correction automatique du clavier ne soit pas aussi efficace en français qu'en anglais, mais il juge néanmoins que le Galaxy Nexus est « sans aucun doute le meilleur téléphone Android sur le marché présentement ».

## Litige avec Apple
Le 29 juin 2012, le Galaxy Nexus a été interdit de vente aux États-Unis par décision d'un tribunal californien. La firme Apple avait déposé une plainte en avril 2011, accusant Samsung de « copier servilement » sa technologie.
Le brevet impliqué était un brevet portant sur une "interface universelle d'accès à l'information sur un ordinateur". L'interdiction a pris effet le 3 juillet 2012, date à laquelle Apple a effectué un dépôt de garantie de 96 millions$ pour couvrir les dommages dus à Samsung en cas de perte du procès,
L’interdiction a été retirée 3 jours après, le 6 juillet.